# 212 Medea
212 Medea este un asteroid din centura principală, descoperit pe 6 februarie 1880, de Johann Palisa.